# Præsidentvalget i Afghanistan 2014
Præsidentvalget i Afghanistan 2014 blev afholdt den 5. april 2014, anden valgrunde blev afholdt den 14. juni. Det var Afghanistans femte demokratiske valg; det forrige var valget i 2009 og endte med at Hamid Karzai blev genvalgt til præsident. Hamid Karzai genopstillede ikke, da han i henhold til Afghanistans forfatning kun kan sidde i to præsidentperioder, i stedet blev den tidligere finansminister Ashraf Ghani valgt til sin første embedsperiode.
Uroligheder i Afghanistan prægede valget, og 46 mennesker døde på valgdagen i forbindelse med urolighederne. Først efter 106 dage, den 12. januar 2015, kunne Ashraf Ghani præsentere sin første samlingsregering, politiske spændinger har besværliggjort processen, og inden samlingsregeringen endeligt er godkendt skal den godkendtes af det afghanske parlament.

## Resultat
| Kandidat                                                             | Kandidat                | Politisk parti                   | Første runde | Første runde | Anden runde(Endelige resultat) | Anden runde(Endelige resultat) |
| Kandidat                                                             | Kandidat                | Politisk parti                   | Stemmer      | %            | Stemmer                        | %                              |
| -------------------------------------------------------------------- | ----------------------- | -------------------------------- | ------------ | ------------ | ------------------------------ | ------------------------------ |
|                                                                      | Ashraf Ghani            | Uafhængig                        | 2.084.547    | 31,56        | 4,485,888                      | 56.44                          |
|                                                                      | Abdullah Abdullah       | Afghanistans Nationale Koalition | 2.972.141    | 45,00        | 3,461,639                      | 43.56                          |
|                                                                      | Zalmai Rassoul          | Uafhængig                        | 750.997      | 11,37        |                                |                                |
|                                                                      | Abdul Rasul Sayyaf      | Islamic Dawa                     | 465.207      | 7,04         |                                |                                |
|                                                                      | Qutbuddin Hilal         | Uafhængig                        | 181.827      | 2,75         |                                |                                |
|                                                                      | Gul Agha Sherzai        | Uafhængig                        | 103.636      | 1,57         |                                |                                |
|                                                                      | Mohammad Daud Sultanzoy | Uafhængig                        | 30.685       | 0,46         |                                |                                |
|                                                                      | Hedayat Amin Arsala     | Uafhængig                        | 15.506       | 0,23         |                                |                                |
| Ugyldige/blanke stemmer                                              | Ugyldige/blanke stemmer | Ugyldige/blanke stemmer          |              | –            |                                | –                              |
| Total                                                                | Total                   | Total                            | 6.604.546    | 100          | 7.947.527                      | 100                            |
| Registrerede vælgere/deltagelse                                      |                         |                                  |              |              |                                |                                |
| Kilde: IEC Arkiveret 7. oktober 2010 hos hos Library of Congress IEC |                         |                                  |              |              |                                |                                |